# Wilhelm Kroll
Wilhem Kroll (7 de octubre de 1869-21 de abril de 1939) fue un filólogo clásico alemán. Kroll nació en la ciudad de Frankenstein en la provincia Prusiana de Silesia. Después de haber estudiado en Breslau (y Berlín), obtuvo su doctorado en 1891, posteriormente trabajó en la obtención de su segundo título (la "habilitación" en alemán) en la universidad de Breslau, el cual obtuvo en 1894. En 1899 se trasladó a la Universidad de Greifswald por un asiento en los clásicos, fue a Münster en 1906 y regresó a Breslau en 1913 donde le ofrecieron la cátedra de su ex-colega Franz Skutsch.
Después de haber trabajado como profesor en Breslau durante más de 20 años, se retiró en 1935. Como su seguidor apoyó el nombramiento de Hans Drexler, un nazi activo al que le fue prohibido para enseñar después de la Segunda Guerra Mundial. Kroll se trasladó a Berlín en 1937 buscando el anonimato de la gran ciudad debido a su reputación antinazi. Murió en 1939 en Berlín a los 69 años de edad.
Kroll fue un clasicista de renombre internacional debido a su investigación y aún más por su trabajo editorial con una serie de publicaciones importantes, el más reconocido fue Realencyclopädie der Classischen Altertumswissenschaft, dirigió esta enciclopedia desde 1906 hasta su muerte, que combina el trabajo de eruditos clásicos de toda Europa y Estados Unidos.

## Obras
- Editor de la Realencyclopädie der Classischen Altertumswissenschaft (desde 1906, después de August Friedrich Pauly, Georg Wissowa)
- Geschichte der klassischen Philologie. 1908; 2. verbesserte Aufl. Vereinig. wissenschaftl. Verl., Berlin und Leipzig 1919 (Sammlung Göschen, 367)

- Historia de la filología clásica. Traducida y ampliada por Pascual Galindo Romeo. Barcelona: Edit. Labor, [1928]

- C. Valerius Catullus. 1922; 7. Aufl. Teubner, Stuttgart 1989, ISBN 3-519-24001-7
- Studien zum Verständnis der römischen Literatur. Metzler, Stuttgart 1924; Nachdruck Garland, Nueva York und London 1978, ISBN 0-8240-2972-0
- Die Kultur der ciceronischen Zeit. 2 Teile. Dieterich, Leipzig 1933; Nachdruck Wissenschaftliche Buchgesellschaft, Darmstadt 1975, ISBN 3-534-01542-8
- Rhetorik. Stuttgart 1937

## Ediciones Críticas
- Vettii Valentis Anthologiarum Libri, Guilelmus Kroll, Weidmann, Berlín, 1908.
- Iulii Firmici Materni Matheseos libri VIII, 2 vols., Ed. W. Kroll, F. Skutsch y K. Ziegler, Teubner, Stuttgart, 1897-1913.
- Historia Alexandri Magni, ed. W. Kroll, vol. 1., Weidmann, Berlín, 1926.